# Миннеаполис
Миннеа́полис (англ. Minneapolis [ˌmɪniˈæpəlɪs] произношениео файле) — город на севере США, крупнейший город штата Миннесота и округа Хеннепин. Население — 422 331 человек (2017). Находится на берегах реки Миссисипи. Миннеаполис примыкает к Сент-Полу, столице штата и второму городу по величине. Вместе они образуют столичный район «Города-близнецы» (Twin Cities, произносится «твин-си́тиз»). Агломерация — 3,6 млн человек (16-я в США). Основан в 1856 году.

## География
Город расположен на берегах реки Миссисипи, напротив столицы штата, Сент-Пола. В черте Миннеаполиса расположено 24 озера, что и обусловило официальное прозвище «Город озёр». 13 озёр имеют площадь более 2 га (Бде-Мака-Ска, Гайавата, Нокомис, Сидар, Те-Айлс, Харриет и другие). Центр города находится на высоте 209 метров над уровнем моря.
В центре города, на реке Миссисипи, расположен остров Николлет.

## История
Долгое время индейцы санти были единственными жителями территории будущего Миннеаполиса, пока в 1680 году не прибыли французские исследователи. Первым европейцем, обследовавшим территорию нынешнего Миннеаполиса, был католический священник Луи Энпен (Hennepin), в честь которого назван округ Хеннепин. Соединённым Штатам эти земли достались в результате ряда договоров с дакотским племенем мдевакантоны (Mdewakanton) и некоторыми европейскими государствами. В 1819 году на месте слияния рек Миннесота и Миссисипи американской армией был построен Форт Снеллинг, который вызвал интенсивное развитие области. При этом племя мдевакантонов, настигнутое эпидемией коклюша, стало стремительно беднеть из-за резкого сокращения численности бизонов, оленей и медведей, за бесценок продавая свои земли. В 1867 году Миннеаполис получил статус города, в том же году открылось летнее железнодорожное сообщение с Чикаго.
Возникновение имени Миннеаполис приписывается первому городскому учителю, который скомбинировал слово mni, что в переводе с дакотских языков обозначает «вода», и греческое слово polis (город).
В мае 2020 года в Миннеаполисе вспыхнули протесты, вскоре распространившиеся на другие штаты, после того, как афроамериканец по имени Джордж Флойд был убит Дереком Шовином во время ареста.

## Экономика и транспорт
В городе расположен Международный аэропорт Миннеаполис/Сент-Пол (IATA: MSP, ICAO: KMSP) с годовым пассажирооборотом 36,6 млн человек (2015). Из аэропорта выполняются регулярные рейсы в десятки городов Северной и Южной Америк, Европы и Азии. Наиболее загруженные международные направления — Амстердам, Торонто, Париж, Канкун, Токио. Внутренние — Чикаго, Денвер, Атланта, Финикс, Лос-Анджелес, Сиэтл.
Общественный транспорт в агломерации Городов-Близнецов находится под управлением организации Metro Transit. Он состоит из системы METRO (две ветки лёгкого метро и пять линий скоростного автобуса) и ещё около двухсот обычных автобусных линий.
В 1967 году в Миннеаполисе был построен Мост I-35W через Миссисипи, рухнувший в 2007 году.
Через город проходит межштатная автомагистраль I-94.
В Миннеаполисе изобретён популярный чизбургер Juicy Lucy, первенство в его приготовлении оспаривают два ресторана: 5-8 Club и Matt's Bar.

### Финансы и банки
В Миннеаполисе расположен Федеральный резервный банк Миннеаполиса, отвечающий за Девятый округ Федерального резерва (включающий Миннесоту, Монтану, Северную и Южную Дакоту, северо-западную часть Висконсина и верхний полуостров Мичигана).

### Условия жизни
Миннеаполис занимает первое место в рейтинге журнала Forbes среди американских городов с самым доступным жильём, которые тем не менее предлагают высокое качество жизни. Этот рейтинг был составлен в результате сопоставления индекса доступности жилой недвижимости, рассчитываемого Национальной ассоциацией риэлторов, индекса стоимости жизни, рассчитываемого Советом по экономическим исследованиям, и собственного индекса оценки качества жизни, рассчитанного Forbes на основе переписи населения в 2006 году. В Миннеаполисе самое высокое процентное соотношение использования велосипедов. В рейтинге самых «здоровых» городов США (оценивающем общий уровень здоровья и доступность путей его улучшения всем для всех слоёв населения) Миннеаполис занимает первое место.

## Архитектура
В Миннеаполисе расположены несколько десятков небоскрёбов, одиннадцать самых высоких зданий штата находятся именно в этом городе. Три самых высоких здания Миннесоты и вообще Миннеаполиса в частности: IDS Center (241 м), Башня Капелла (236 м) и Wells Fargo Center (236 м).

## Климат
Климат Миннеаполиса умеренно континентальный, более мягкий по сравнению с тем, который характерен для большей части Среднего Запада, так как смягчается относительной близостью Великих озёр. Зима холодная и суровая, а лето жаркое и влажное. Среднегодовая температура 7,4 °C. Максимальная температура была зафиксирована в июле 1936 года: 42 °C. Минимальная температура наблюдалась в январе 1888 года и была равна −40,6 °C. Зимой 1983—1984 был зафиксирован рекорд по количеству выпавшего снега (250 см).
В Миннеаполисе нередко наблюдаются такие природные явления, как гроза или туман.
- Среднегодовая температура воздуха 7,9 °C
- Средняя скорость ветра — 4,3 м/с
- Относительная влажность воздуха — 68 %

| Показатель                    | Янв.  | Фев.  | Март  | Апр.  | Май  | Июнь | Июль | Авг. | Сен. | Окт.  | Нояб. | Дек.  | Год   |
| ----------------------------- | ----- | ----- | ----- | ----- | ---- | ---- | ---- | ---- | ---- | ----- | ----- | ----- | ----- |
| Абсолютный максимум, °C       | 14,4  | 17,8  | 28,3  | 35,0  | 41,1 | 40,0 | 42,2 | 39,4 | 40,0 | 32,2  | 25,0  | 20,0  | 42,2  |
| Средний суточный максимум, °C | −4,6  | −1,7  | 5,2   | 14,3  | 20,8 | 26,0 | 28,6 | 26,9 | 22,1 | 14,4  | 5,1   | −2,7  | 12,9  |
| Средняя температура, °C       | −9,1  | −6,2  | 0,4   | 8,6   | 15,1 | 20,4 | 23,2 | 21,8 | 16,7 | 9,4   | 0,9   | −6,8  | 7,9   |
| Средний суточный минимум, °C  | −13,6 | −10,7 | −4,3  | 2,9   | 9,4  | 14,9 | 17,8 | 16,6 | 11,3 | 4,3   | −3,2  | −10,9 | 2,9   |
| Абсолютный минимум, °C        | −40,6 | −36,1 | −35,6 | −16,7 | −7,8 | 1,1  | 6,1  | 3,9  | −3,3 | −12,2 | −31,7 | −39,4 | −40,6 |
| Норма осадков, мм             | 23    | 20    | 48    | 68    | 85   | 108  | 103  | 109  | 78   | 62    | 45    | 30    | 779   |
| Источник: Погода и климат     |       |       |       |       |      |      |      |      |      |       |       |       |       |

## Образование
В городе расположен один из кампусов Миннесотского университета.

## Газеты
В Миннеаполисе выпускается газета Star Tribune.

## Спорт
В городе базируются пять профессиональных команд всех главных спортивных лиг Северной Америки: команда по американскому футболу «Миннесота Вайкингс» из НФЛ, баскетбольная команда «Миннесота Тимбервулвз», выступающая в НБА, бейсбольная команда из MLB «Миннесота Твинс», хоккейная команда «Миннесота Уайлд», выступающая в НХЛ и команда из MLS «Миннесота Юнайтед»
 Также существует команда по хоккею с мячом «Миннеаполис Бандолир».
До 1960 года в городе базировался баскетбольный клуб Миннеаполис Лейкерс.

## Города-побратимы
- Чили: Сантьяго (1961)
- Финляндия: Куопио (1972)
- Канада: Виннипег (31 января 1973)
- Япония: Ибараки (1980)
- Россия: Новосибирск (1988)
- Франция: Тур (1991)
- Китай: Харбин (1992)
- Швеция: Уппсала (2000)
- Кения: Элдорет (2000)

### Неофициальные города-побратимы
- Уганда: Кампала
- Япония: Хиросима